# Cao Thị Ngọc Dung
Cao Thị Ngọc Dung (sinh ngày 8 tháng 10 năm 1957, quê quán tại Quảng Ngãi) là một nữ doanh nhân người Việt Nam. Bà hiện là Chủ tịch Hội đồng quản trị kiêm Tổng giám đốc Công ty cổ phần Vàng bạc Đá quý Phú Nhuận (PNJ). Năm 2017, Cao Thị Ngọc Dung có tài sản 663 tỉ đồng, người phụ nữ giàu thứ 8 ở Việt Nam.

## Tiểu sử
Từ năm 1979 đến năm 1982, bà học Trường Đại học Kinh tế Thành phố Hồ Chí Minh.
Năm 1982, Cao Thị Ngọc Dung tốt nghiệp cử nhân Kinh tế thương nghiệp - Đại học Kinh tế Thành phố Hồ Chí Minh.
Từ năm 1984 đến năm 1985, Cao Thị Ngọc Dung là Phó phòng Kế hoạch Công ty Thương nghiệp Tổng hợp Phú Nhuận.
Từ năm 1985 đến năm 1987, bà là Trưởng phòng kế hoạch Công ty Nông sản – Thực phẩm quận Phú Nhuận.
Năm 1988, Cao Thị Ngọc Dung đang là Trưởng phòng kế hoạch Công ty Nông sản – Thực phẩm quận Phú Nhuận thì được bổ nhiệm làm Giám đốc Công ty Vàng bạc đá quý Phú Nhuận. Lúc này, tài sản của Công ty Vàng bạc đá quý Phú Nhuận tương đương với 7,4 lượng vàng.
Năm 2006, bà là người đầu tiên ở Việt Nam mời Richard Moore - Giám đốc sáng tạo của Công ty Richard Moore Asociate (Mỹ) về Việt Nam giúp PNJ xây dựng thương hiệu nữ trang cao cấp CAO.
Từ năm 1988 đến năm 2003, Cao Thị Ngọc Dung là Giám đốc Công ty Vàng bạc đá quý Phú Nhuận.
Năm 1990, bà là Giám đốc Trung tâm Tín dụng Phú Gia.
Từ năm 1991 đến năm 1992, bà là Giám đốc Công ty Thương mại Phú Nhuận.
Từ năm 1992 đến năm 1997, bà là Chủ tịch Hội đồng quản trị Ngân hàng Thương mại cổ phần Đông Á.
Từ năm 2003 tới năm 2013, bà là là Chủ tịch Hội đồng quản trị Công ty cổ phần Địa ốc Đông Á.
Từ năm 2005 đến năm 2011, bà là Chủ tịch Hội đồng quản trị Công ty cổ phần Năng lượng Đại Việt.
Từ năm 2004 đến năm 2016, Cao Thị Ngọc Dung là Chủ tịch hội đồng quản trị PNJ kiêm Tổng giám đốc Công ty cổ phần Vàng bạc Đá quý Phú Nhuận, đồng thời là cổ đông lớn nhất của PNJ.
Năm 2015, Cao Thị Ngọc Dung sở hữu gần 9,966,714 triệu cổ phiếu PNJ (10,15) tương đương 400 tỉ đồng và lọt vào danh sách những người giàu nhất trên thị trường chứng khoán Việt Nam. Hai con gái bà là Trần Phương Ngọc Giao sở hữu 3,6 triệu cổ phiếu, chiếm 3,69%, Trần Phương Ngọc Thảo sở hữu 2,37 triệu cổ phiếu, chiếm 2,41% vốn PNJ.
Năm 2016, bà cùng với Nguyễn Thị Phương Thảo (CEO Vietjet) và Thái Hương (Chủ tịch Hội đồng quản trị Công ty cổ phần Thực phẩm sữa TH (TH Milk)) là ba phụ nữ Việt Nam trong danh sách 50 nữ doanh nhân quyền lực nhất châu Á của Tạp chí Forbes.
Năm 2017, PNJ do bà lãnh đạo đã thành doanh nghiệp lớn với 4500 nhân viên, 250 cửa hàng trên khắp Việt Nam, và doanh thu hơn 7000 tỉ đồng mỗi năm.
Từ năm 2014 đến 2018, bà là Phó Chủ tịch Hiệp hội Nữ doanh nhân Việt Nam - VAWE.
Từ năm 2015 đến năm 2018, bà là Chủ tịch Hội nữ doanh nhân Thành phố Hồ Chí Minh - HAWEE.

## Gia đình
- Mẹ: Mẹ bà là bà Trần Thị Môn, có 269,503 cổ phiếu PNJ (tính đến 14/7/2017).[cần dẫn nguồn]
- Chồng: Bà là vợ ông Trần Phương Bình, sinh năm 1959, nguyên Phó Chủ tịch Hội đồng quản trị, Tổng Giám đốc, Chủ tịch Hội đồng tín dụng Ngân hàng Đông Á (DongABank - DAB). Hai ông bà có các con gái Trần Phương Ngọc Giao, Trần Phương Ngọc Thảo, Trần Phương Ngọc Hà.[8][cần dẫn nguồn][9]
- Em trai: Cao Ngọc Duy, cũng là cổ đông lớn ở PNJ (vài trăm tỉ đồng).[10][9]